# Band on the Run (singolo)
Band on the Run è la canzone di Paul McCartney e Wings che dà il titolo al loro album omonimo del 1973, che raggiunse la prima posizione nella Billboard Hot 100, nella Billboard Canadian Hot 100 e in Nuova Zelanda, la terza nella Official Singles Chart e la settima nei Paesi Bassi.

## Il brano
Il brano si articola in tre parti distinte che ne creano la struttura peculiare. Il testo parla di libertà e fuga dalla mancanza di essa: la storia raccontata riguarda un gruppo musicale confinato in una prigione che poi fugge.
La prima parte (fino a 1:18) è soffice e melodica. Il cantante si lamenta di essere lasciato in una stanza per sempre da solo, senza la possibilità di vedere altre persone, come sua madre.
La seconda parte (fino a 2:05) presenta anche la batteria e la chitarra più incisive. Il testo dice che pur di scappare, il protagonista avrebbe dato tutto. George Harrison involontariamente contribuì con il verso "If we ever get out of here" (se mai usciremo di qui), pronunciato durante una delle tante riunioni d'affari dei Beatles.
La terza parte, stabile per tutto il resto del pezzo, è di fatto quella principale. Introdotta da un potente stacco di fiati, è retta dall'accompagnamento in 4/4 della chitarra acustica, su cui si innestano (dopo quattro battute in solitaria dello strumento sull'alternanza di accordi Do maggiore-Fa maggiore settima)la sezione ritmica basso/batteria e il canto. Qui si racconta del gruppo che fugge e si dà alla macchia. Le persone nella città cercano dappertutto, ma mai nessuno li troverà ("but they will never be found").
La versione data alla radio in America nel 1974 era più breve e durava in totale 3 minuti e 50 secondi, invece degli originali 5:09. Tale differenza era dovuta alla rimozione della seconda parte.

## Registrazione
La canzone fu registrata a Lagos (15 agosto-23 settembre 1973), con le sovraincisioni dell'orchestra e dei fiati aggiunte a Londra in ottobre. McCartney suonò chitarra acustica ed elettrica, batteria, basso e pianoforte elettrico, Denny Laine la chitarra elettrica e Linda McCartney il sintetizzatore Moog.

## Tracce
1. Band on the Run (Paul McCartney) - 3:50 (versione radio)
2. Nineteen Hundred and Eighty-Five (Paul McCartney) - 5:29

## Cover
- Band on the Run è stata registrata nel 2007 dai Foo Fighters come loro contributo all'album compilation Radio 1. Established 1967. Il disco, creato per celebrare il 40º anniversario della BBC Radio 1, contiene diverse cover di brani trasmessi nei quarant'anni di trasmissione della radio, Band on the Run fu scelta come brano rappresentativo per il 1974.
- Il 1º giugno 2008, McCartney è stato raggiunto sul palco dal cantante e leader dei Foo Fighters Dave Grohl per eseguire la canzone durante un concerto celebrativo a Liverpool.[6] Grohl ha suonato la chitarra e cantato il coro in Band on the Run e poi ha suonato la batteria in Back in the U.S.S.R. e I Saw Her Standing There.
- Tori Amos eseguiva il brano durante il suo tour Plugged '98.[7]
- La sezione secondaria della canzone, quella con i sintetizzatori, dal min. 1:33 al min. 1:48, è stata campionata nel brano Cutting Rhythms di Tone Lōc sull'album Lōc-ed After Dark. Invece la sezione iniziale è stata campionata nella canzone Brown Girl di Amanda Diva per il suo EP Life Experience.